# Novi Kneževac, Banatul de Nord
Novi Kneževac (maghiară Törökkanizsa sau Torontáljózseffalva, germană Neu-Kanischa sau Josefowa, română Noul Cnezat sau Canicea) este o localitate în Districtul Banatul de Nord, Voivodina, Serbia.

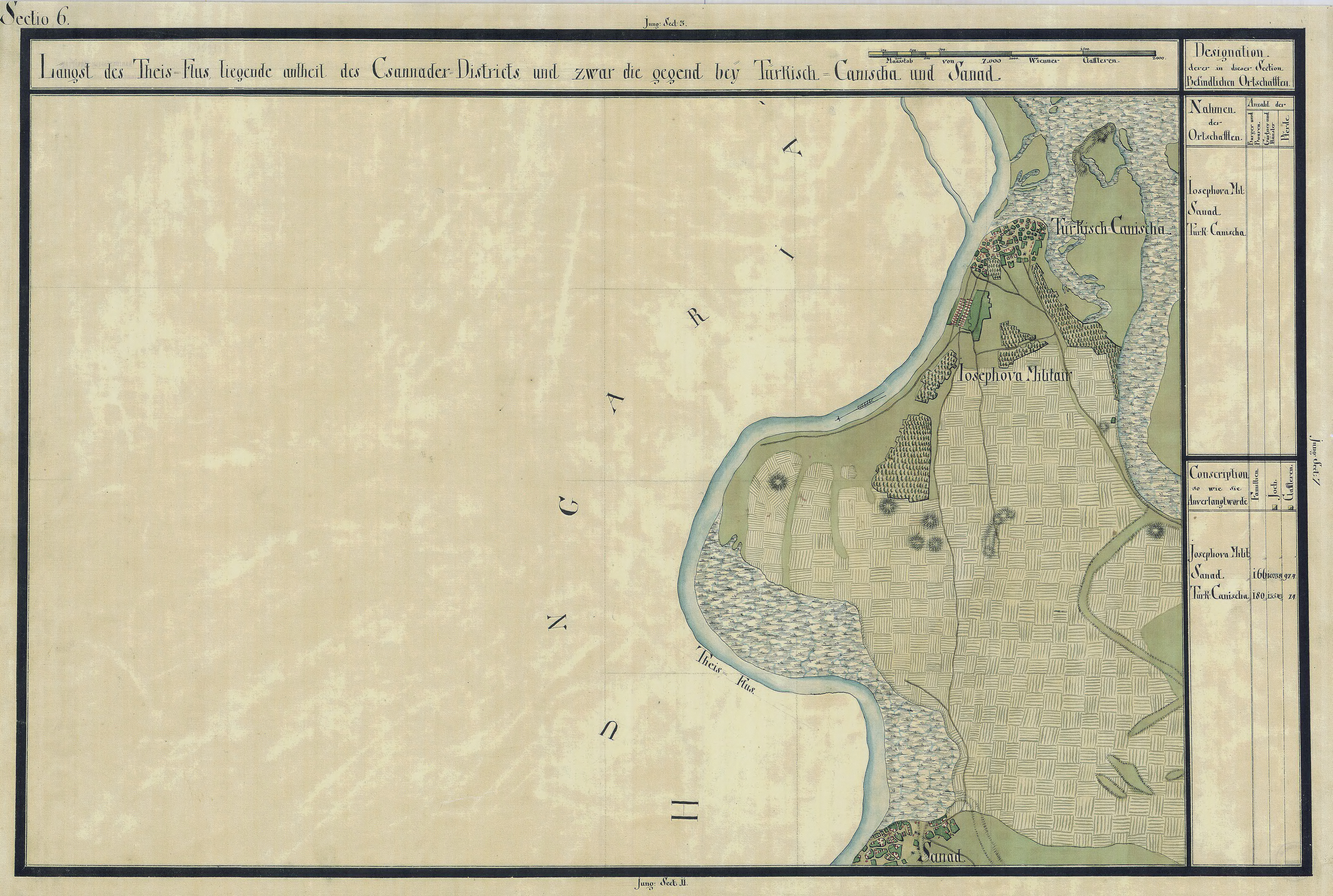
Novi Kneževac în Harta Iosefină a Banatului